# Vuelo 296 de CAAC
El secuestro del vuelo 296 de CAAC una aeronave Hawker Siddeley Trident 2E, tuvo lugar el 5 de mayo de 1983. El vuelo 296 de China Civil Aviation Airlines (CAAC), un vuelo nacional de pasajeros desde el aeropuerto de Shenyang Dongta al Shanghai Hongqiao International Airport, fue secuestrado por seis ciudadanos chinos y fue obligado a aterrizar en Camp Page, una base militar norteamericana en Chuncheon, Corea del Sur.
En el momento del incidente, China y Corea del Sur no tenían relaciones diplomáticas. El incidente contribuyó al primer contacto oficial no contencioso entre China y Corea del Sur antes del establecimiento de relaciones diplomáticas, que fue un punto de inflexión en la relación entre los dos países. En los eventos que se desencadenaron como consecuencia del secuestro, la hostilidad mutua entre China y Corea del Sur en el proceso de manejar la situación comenzó a desvanecerse, y la buena voluntad entre ellos aumentó en forma considerable, sentando las bases para el establecimiento formal de relaciones diplomáticas entre los dos países en el futuro.

## Secuencia de los eventos
A las 10:47 a. m. del 5 de mayo de 1983, el vuelo 296 de CAAC despegó del aeropuerto Shenyang Dongta, Shenyang hacia el aeropuerto Shanghái Hongqiao, Shanghái. Alrededor de las 11:32 a. m., cuando el avión volaba sobre Dalian, seis personas armadas dirigidas por Zhuo Changren secuestraron el vuelo y ordenaron al piloto que cambiara de ruta a Corea del Sur. Cuando el piloto se negó, los secuestradores le dispararon en una pierna con una pistola y también hirieron al operador, obligándolos a proceder según lo exigido. Había 105 pasajeros y 9 tripulantes a bordo del avión. A las 14:10 horas, el avión secuestrado aterrizó en la base militar de Camp Page, cerca de Chuncheon, Corea del Sur. El portavoz del Ministerio de Relaciones Exteriores de China emitió de inmediato una comunicación solicitando a las autoridades de Corea del Sur que devuelvan la aeronave junto con todos los miembros de la tripulación y todos los pasajeros a la Aviación Civil de China de conformidad con las disposiciones pertinentes del Convenio sobre Aviación Civil Internacional, y entreguen los secuestradores al lado chino. Zhuo Changren y otros seis secuestradores presentaron una solicitud a las autoridades coreanas para permitirles desertar a Taiwán.
El día del incidente, el portavoz adjunto del Departamento de Estado de EE. UU., Longberg, informó a los periodistas sobre el secuestro: dos miembros de la tripulación heridos estaban siendo tratados en el Hospital 121 del Ejército de EE. UU., 99 pasajeros y los miembros de la tripulación (5 hombres y 1 mujer) fueron dados de alta. Las autoridades coreanas han detenido a seis secuestradores. Dijo que la cooperación entre Estados Unidos y Corea del Sur se llevará a cabo de conformidad con la Convención de La Haya. El presidente de la Alianza Mundial Anticomunista de Taiwán, Ku Cheng-kang, llamó a Corea del Sur el mismo día, alegando que el incidente del secuestro fue puramente un incidente político y no debería manejarse de acuerdo con la Convención de La Haya, y solicitó a Corea del Sur que envíe a los secuestradores a Taiwán. El Gobierno de la República de China también formó de inmediato un grupo de acción especial listo para ir a Corea del Sur para ayudar en las negociaciones. Xue Yu, el embajador de la República de China en Corea del Sur, emitió un comunicado diciendo que el secuestro fue "la libertad del pueblo anticomunista". El 6 de mayo, un portavoz del gobierno de Corea del Sur dijo que Corea del Sur manejará el secuestro de acuerdo con el espíritu de un acuerdo internacional para prevenir el secuestro aéreo y las actividades terroristas, y está considerando la propuesta de negociaciones directas entre China y Corea del Sur. El Director de la Autoridad de Aviación Civil de Corea del Sur, Jin Cherong, dijo que Shen Tu, el director de la Administración de Aviación Civil de China, había accedido a venir a Seúl para manejar asuntos relacionados.
Aunque Corea del Sur y la República Popular China no establecieron relaciones diplomáticas en ese momento, el gobierno de Corea del Sur arregló adecuadamente a la tripulación y los pasajeros del avión de pasajeros secuestrado para que se hospedaran en el Hotel Sheraton en las afueras de Seúl. El hotel dio la bienvenida a los huéspedes chinos que fueron secuestrados y también ofreció platos chinos, coreanos y japoneses de alta gama. El Ministerio de Transporte de Corea del Sur y la Fuerza Aérea de Corea del Sur enviaron técnicos superiores para inspeccionar y reparar la aeronave. El 7 de mayo, el grupo de trabajo de aviación civil chino y los miembros de la tripulación encabezados por Shen Tu fueron recibidos por el gobierno coreano con una alfombra roja en el aeropuerto de Gimpo en Seúl y dispusieron que la delegación china se hospedara en el Hotel Shilla. A las 4:10 p. m. del mismo día, las dos partes celebraron su primera reunión en el Hotel Shilla. Después de las conversaciones, Shen Tu y su grupo fueron al hospital a visitar a la tripulación lesionada y visitaron a otros miembros de la tripulación y pasajeros en el Hotel Sheraton. En el día, la parte coreana hizo arreglos para que los invitados chinos que habían sido secuestrados visitaran Seúl, abordaron la Torre Namsan, visitaron las fábricas de la tienda por departamentos y Samsung Electronics, y fueron recibidos calurosamente por la República de Corea.
El 8 de mayo, las dos partes llegaron a un acuerdo: los pasajeros y miembros de la tripulación debían regresar a China con la delegación el día 9; el avión secuestrado sería devuelto a China inmediatamente después de que se resolvieran los problemas técnicos; un miembro de la tripulación gravemente herido permanecería en Corea del Sur para recibir tratamiento y luego regresaría a China. La principal diferencia entre las dos partes fue el manejo de los secuestradores. La parte china solicitó la extradición, pero el gobierno de Corea del Sur rechazó la solicitud de China con el argumento de que "no ha habido extradiciones de prisioneros en los incidentes de secuestro ocurridos en varios países". Por la mañana, Shen Tu emitió una declaración en Seúl expresando su gratitud a la parte surcoreana por brindar asistencia y conveniencia en el manejo del incidente del secuestro. Al mismo tiempo, dijo que los seis secuestradores eran criminales buscados por la policía china antes del secuestro y que, por lo tanto, deberían ser devueltos al lado chino para ser castigados, lamentó que Corea del Sur se haya negado a extraditar a los secuestradores y reservado el derecho a futuras negociaciones.
Al momento de redactar el memorándum, China y Corea del Sur tenían nuevas diferencias sobre la identidad oficial del firmante. El viaje originalmente programado para regresar el día 9 tuvo que posponerse un día. Los surcoreanos argumentaron que Shen Tu era miembro del Comité Central del Partido Comunista de China y representante del gobierno chino, y que el director de la Administración de Aviación Civil de China era un funcionario de nivel ministerial. Por lo tanto, las dos partes deben reflejarse en el memorándum de negociaciones entre los ministros chino y surcoreano. Los chinos insistieron en firmar un memorándum a nombre de las autoridades de aviación civil, sin necesidad de utilizar los nombres de los países. Los chinos también sugirieron que se use el nombre oficial de Corea del Sur en la copia del memorando retenido por el gobierno de Corea del Sur, mientras que este detalle podría ignorarse en la copia devuelta por la parte china. Sin embargo, Corea del Sur rechazó la propuesta china alegando que "ignora el lugar de las negociaciones" como "un estado soberano". Después de los representantes chinos y la comunicación interna, las dos partes finalmente celebraron una ceremonia de firma e intercambio de memorandos en el Hotel Shilla el 10 de mayo. Los firmantes del memorando fueron, respectivamente, Shen Tu en representación de la República Popular China y un representante del Ministerio. de Relaciones Exteriores de la República de Corea. En la tarde del mismo día, Shen Tu y su equipo regresaron a China en el avión Boeing 707 con 99 pasajeros y 8 tripulantes del Vuelo 296. En el momento de la salida, altos funcionarios coreanos como Gong Ro-myeong llegaron al aeropuerto para despedir el avión. Antes de irse, Shen Tu pronunció un discurso ante los periodistas. Expresó su agradecimiento al surcoreano por la asistencia y atención brindada al secuestro. Aunque las dos partes discreparon sobre el manejo de los secuestradores, ambas partes acordaron que estos criminales deben ser severamente castigados de acuerdo con la ley.

## Enjuiciamiento de los secuestradores
El 20 de mayo de 1983, la fiscalía local de Seúl, Corea del Sur, arrestó oficialmente a los seis secuestradores y los procesó el 1 de junio por violar la Ley de Seguridad de Navegación de Aeronaves. De acuerdo con el Convenio de La Haya, el Convenio de Montreal y la Ley de Seguridad de la Navegación de Aeronaves de Corea, quienes secuestran una aeronave por medio de violencia o amenazas deben ser condenados a prisión por un período indefinido de siete años o más, y quienes matan o infligen lesiones durante el secuestro debe ser condenado a muerte o prisión indefinida. Sin embargo, a petición del gobierno de la República de China, el tribunal penal local de Seúl condenó a Zhou Changren, el principal infractor, a seis años el 18 de agosto y a cinco o cuatro años de prisión para los demás secuestradores. La parte china expresó su descontento con esto.
El 13 de agosto de 1984, Corea del Sur indultó a los seis secuestradores y los envió a Taiwán. Al llegar a Taipéi, los seis solicitaron asilo, siendo aclamados como "Héroes anticomunistas" y la Free China Relief Association les brindó asistencia financiera y vital. En julio de 1991, Zhuo y Jiang llevaron a cabo un secuestro debido a dificultades económicas. El rehén fue asesinado por el dúo durante el secuestro. Zhuo y Jiang fueron sentenciados a la pena de muerte en 2000. El 10 de agosto de 2000, Zhuo y Jiang fueron fusilados en el centro de detención de Toucheng.

## Efecto sobre las relaciones entre China y Corea del Sur
En agosto de 1983, se llegó a un acuerdo para permitir que los aviones civiles de la República Popular China crucen por sobre la zona de información de vuelo de la República de Corea. También se iniciaron intercambios entre la República de Corea y la República Popular de China en áreas no políticas como educación física, cultura y turismo. Bajo la influencia del contacto diplomático formal, los atletas coreanos participaron por primera vez en el torneo de la Copa Davis de tenis celebrado en febrero de 1984. En marzo de 1984, la República Popular China permitió que familiares a ambos lados de la frontera interactuaran entre sí, y en abril de 1984, el equipo de baloncesto de la República Popular China visitó por primera vez la República de Corea. La relación general entre la República de Corea y la República Popular de China mejoró, lo que llevó al establecimiento de relaciones diplomáticas formales en 1992.